# Ђани Перван
Ђани Перван је босанскохерцеговачки музичар, текстописац, продуцент плоча и тонски инжењер.

## Живот и каријера
Перван је рођен и одрастао у Сарајеву. Он је самоуки музичар.
Године 1985. Перван се придружио рок групи Лету штуке где је наступао као бубњар на њиховим демо песмама.
Године 1987. Перван се придружио рок групи Мајор као бубњар. Наступио је на њиховом првом студијском албуму; Son Late Zigi Daj (1989).
Као бубњар, Перван се придружио џез бенду Дон Гуидо и Мисионари 1990. године.
Године 1994, Перван се преселио у Париз, Француска, са поп-рок бендом Overdream. Поред њега, чланови бенда су Самир Ћерамида, Душан Вранић, Сејо Ково и Борис Бачвић. Бенд је издао свој једини студијски албум 1996. године.
Године 1996. Перван је пратио Сеју Сексона и Елвиса Ј. Куртовића, са којим је поново покренуо бенд Забрањено пушење, распао почетком 1990-их. Наступио је на њиховом петом студијском албуму Филџан вишка, који је објављен 1997.
Амерички кантаутор Мајкл Стајп ангажовао је Первана и Душана Вранића да направе ремиксе две песме, "I've Been High" и "Beachball", са РЕМ -овог албума Reveal (2001). Њих двојица су помињали ремиксе под псеудонимом Chef.
Године 2001. Перван је пратио Дарка Рундека са којим је копродуцирао свој студијски албум Руке (2002). Такође, у исто време се придружио Darko Rundek & Cargo Orkestar.
Године 2005. Перван се враћа у Сарајево да ради са својим оригиналним бендом Лету штуке.

## Дискографија

### Мајор
- Son Late Zigi Daj (1989)

### Overdream
- Overdream (1996)

### Забрањено пушење
- Филџан вишка (1997)

### Darko Rundek & Cargo Orkestar
- Ruke (2002)
- Zagrebačka Magla: Plava turneja 2003 Live (2004)
- Mhm A-ha Oh Yeah Da-Da! (2006)
- Live u Domu omladine (2008)

### Лету штуке
- Лету штуке (2005)
- Протеини и угљикохидрати (2008)
- Бројеви рачуна (2011)